# Robert Favart
Marc Robert Favart (19 de febrero de 1911-26 de julio de 2003) fue un actor teatral, cinematográfico y televisivo de nacionalidad francesa.

## Biografía
Nacido en Alejandría, Egipto, estuvo casado con Jenny Carré, hija de Albert Carré, con la que tuvo un hijo, Michel Favart.
Favart fue autor de Revoir Alexandrie, un libro de memorias.
Falleció en Nogent-sur-Marne, Francia, en 2003.

## Teatro

### Autor
- 1973 : Au théâtre ce soir: Le Bonheur des autres, de Robert Favart, escenografía de Jacques Sereys, dirección de Georges Folgoas, Théâtre Marigny
- 1983 : Madame… pas dame, escenografía de Marcelle Tassencourt, Théâtre Montansier

### Actor
- 1941 : Marché noir, de Steve Passeur, escenografía de Camille Corney, Théâtre Edouard VII
- 1942 : L'Étoile de Séville, de Lope de Vega, escenografía de Maurice Jacquemont, Teatro de los Campos Elíseos
- 1944 : Le Roi Christin, de Marcelle Maurette, Théâtre Édouard VII
- 1948 : Interdit au public, de Roger Dornès y Jean Marsan, escenografía de Alfred Pasquali, Comédie Wagram
- 1967 : La Maison des cœurs brisés, de George Bernard Shaw, escenografía de Jean Tasso, Centre dramatique de l'Est

### Director
- 1946 : Le Roi sans amour, de Paul Mourousy, Théâtre des Bouffes-du-Nord

## Filmografía

### Cine
- 1938 : La Cité des lumières, de Jean de Limur
- 1938 : Angelica, de Jean Choux
- 1940 : Ceux du ciel, de Yvan Noé
- 1941 : Parade en sept nuits, de Marc Allégret
- 1941 : Le Destin fabuleux de Désirée Clary, de Sacha Guitry
- 1942 : Le Brigand gentilhomme, de Émile Couzinet
- 1942 : Des jeunes filles dans la nuit, de René Le Hénaff
- 1943 : La Malibran, de Sacha Guitry
- 1945 : Étrange Destin, de Louis Cuny
- 1948 : Le Colonel Durand, de René Chanas
- 1948 : Le Diable boiteux, de Sacha Guitry
- 1948 : Les souvenirs ne sont pas à vendre, de Robert Hennion
- 1950 : Sous le ciel de Paris, de Julien Duvivier
- 1951 : Les Mousquetaires du roi, de Marcel Aboulker y Michel Ferry
- 1953 : Si Versailles m'était conté..., de Sacha Guitry
- 1954 : Napoléon, de Sacha Guitry
- 1955 : Gentlemen Marry Brunettes, de Richard Sale
- 1956 : Ce soir les jupons volent, de Dimitri Kirsanoff
- 1963 : Faites sauter la banque, de Jean Girault
- 1964 : Coplan, agent secret FX-18, de Maurice Cloche
- 1964 : Le Majordome, de Jean Delannoy
- 1964 : Passeport diplomatique agent K8, de Robert Vernay
- 1964 : La noche de los generales, de Anatole Litvak
- 1965 : Angélique et le Roy, de Bernard Borderie
- 1965 : Coplan FX 18 casse tout, de Riccardo Freda
- 1965 : De l'assassinat considéré comme un des beaux-arts, de Maurice Boutel
- 1966 : Le Carnaval des barbouzes, de Albert Cardiff, Sheldon Reynolds, Robert Lynn y Louis Soulanès
- 1966 : Triple Cross, de Terence Young
- 1967 : J'ai tué Raspoutine, de Robert Hossein
- 1967 : El silencio de un hombre, de Jean-Pierre Melville
- 1969 : Dernier Domicile connu, de José Giovanni
- 1969 : Le Dernier Saut, de Édouard Luntz
- 1970 : Círculo rojo, de Jean-Pierre Melville
- 1970 : Max et les Ferrailleurs, de Claude Sautet
- 1971 : La Part des lions, de Jean Larriaga
- 1971 : Les Galets d'Étretat
- 1971 : La Veuve Couderc, de Pierre Granier-Deferre
- 1972 : Don Juan 73, de Roger Vadim
- 1972 : La Femme en bleu, de Michel Deville
- 1972 : le Gang des otages, de Édouard Molinaro
- 1972 : Le Mataf, de Serge Leroy
- 1972 : Moi y'en a vouloir des sous, de Jean Yanne
- 1973 : Les Charlots en folie : À nous quatre Cardinal !, de André Hunebelle
- 1973 : Les Quatre Charlots mousquetaires, de André Hunebelle
- 1973 : La Race des seigneurs, de Pierre Granier-Deferre
- 1974 : Hommes de joie pour femmes vicieuses, de Pierre Chevalier
- 1974 : Le Jeu avec le feu, de Alain Robbe Grillet
- 1974 : Les Chinois à Paris, de Jean Yanne
- 1974 : Verdict, de André Cayatte
- 1974 : Paul and Michelle, de Lewis Gilbert
- 1975 : Catherine et Cie, de Michel Boisrond
- 1980 : La Pension des surdoués, de Pierre Chevalier
- 1983 : La Scarlatine, de Gabriel Aghion

### Televisión
- 1970 : Lancelot du Lac, de Claude Santelli
- 1971 : Les nouvelles aventures de Vidocq
- 1972 : Kean: Un roi de Théâtre, de Marcel Moussy
- 1973 : Les rois maudits
- 1973 : La Porteuse de pain
- 1973 : Au théâtre ce soir: La Bécotterie
- 1974 : Une affaire à suivre, de Alain Boudet
- 1978 : Aurélien, de Michel Favart
- 1979 : Un juge, un flic
- 1980 : La peau de chagrin, de Michel Favart
- 1982 : Adieu, de Pierre Badel
- 1986 : Sins
- 1987 : La nuit du coucou, de Michel Favart
- 1988 : War and Remembrance
- 1973 : Le Monde merveilleux de Paul Gilson, de Frederic Jacques Temple, Nino Frank y Philippe Agostini, dirección de Philippe Agostini